# 長野県道494号聖高原杉崎線
長野県道494号聖高原杉崎線（ながのけんどう494ごう ひじりこうげんすぎさきせん）は、長野県東筑摩郡筑北村を通る一般県道。

## 概要

### 路線データ
- 起点：東筑摩郡筑北村大字坂井字古峠（長野県道498号聖高原千曲線交点）
- 終点：東筑摩郡筑北村大字坂井字杉崎（長野県道55号大町麻績インター千曲線交点）

## 通過する自治体
- 東筑摩郡筑北村

## 交差・接続する道路
- 長野県道498号聖高原千曲線 - 東筑摩郡筑北村大字坂井字古峠（起点）
- 長野県道55号大町麻績インター千曲線 - 東筑摩郡筑北村大字坂井字杉崎（終点）